# 美幾
美幾（みき、天保7年〈1836年〉 - 明治2年8月12日〈1869年9月17日〉）は、江戸時代末期 - 明治時代初期の遊女である。
梅毒の治療中に重体に陥り、医師から解剖のための遺体提供を依頼されて承諾したと伝えられ、日本で最初の献体者（篤志解剖）とされる。美幾とその生涯については、渡辺淳一の小説『白き旅立ち』、吉村昭の小説『梅の刺青』などが題材に取り上げている。

## 生涯
1836年（天保7年）生まれ。駒込追分（現在の東京都文京区向丘、中山道と日光御成街道の分岐点にあたる）の住人彦四郎の娘といい、姓は「井上（）」とされ、名については「美幾女（）」または「ミキ」「みき」などとも表記される。10歳のころから本郷の旧家へ奉公に出ていたが、父が負傷して働けなくなったため遊女になったと伝えられる。
遊廓での勤めを続けるうちに、美幾は梅毒に罹患した。その治療のため、医学校（東京大学医学部の前身）の附属病院として設置されていた黴毒院（）に入院した。美幾の病は重く、治療に当たっていた医師からの解剖のための遺体提供を求められた。美幾は自らの死期が近いことを悟り、その求めに応じた。父母と兄が連署の上、美幾の遺言を東京府に届け出た。届け出は認容されたが、許可書には「厚ク相弔ヒ遣ルベキコト」との条件が付加されていた。
美幾は明治2年8月12日（1869年9月17日）34歳で死去した。翌日、下谷和泉町にあった医学校の仮小屋で日本初の病死体解剖が実施された。医学校は美幾の霊を慰めるため、小石川植物園そばの念速寺（浄土真宗大谷派）で同月16日に葬儀を執り行って手厚く葬り、遺族には金10両が贈られた。
美幾の墓は、念速寺（東京都文京区白山2丁目9番11号）の本堂裏、千川通り側の塀際に現存する。墓石の裏面には「わが国病屍の始めその志を嘉賞する」と当時の医学校教官が美幾の志を称えた銘が刻まれ、法名として「釈妙倖信女」が与えられている。この墓は、1974年（昭和49年）11月1日に文京区指定史跡となった。墓碑は、保存のために透明なケースで覆われた状態となっている。
なお、美幾に続く篤志解剖の2人目から4人目までの人々については、翌年の1870年（明治3年）に記録が残されている。2月の八丁堀亀島町の「金次郎」、3月の深川大島町の「竹蔵」、10月の小日向水道町の「ムツ」の名があるが、いずれの人にも姓の記録がないため、貧しい階級の出と推定されている。これらの人々も丁重に葬られて、遺族には金3両が贈られていた。

## 「篤志解剖」第1号
小川鼎三は、その著『医学の歴史』で「篤志解剖」希望者の第1号は、幕末から明治期にかけて活躍した洋学者、軍学者の宇都宮三郎であると記述している。宇都宮は旧名を「宇都宮鉱之進」といい、尾張藩士の子として名古屋に生まれた。若いころから武芸と兵法を修め、砲術を学んだ後に化学の分野に進み、明治維新前後の日本の化学界に大きな功績を遺した人物である。宇都宮は蘭学も学んでいたため、桂川甫周の家によく出入りしていた。
1868年（明治元年）、宇都宮は重病で病床に伏していた。幕藩体制の瓦解を目の当たりにし、かつての仲間たちが活躍するのを見て前途を悲観した彼は「篤志解剖願」を書き上げて東京府に提出した。この願に対して東京府は「願の通り御免仰付けられ候」と許可を与えた。しかし、宇都宮の病は回復したため解剖も行われなかった。宇都宮は1869年（明治2年）3月に明治新政府の開成学校の教官として出仕を命ぜられ、7月には大学中助教に任じられた。同年には結婚もしている。小川は、宇都宮（による篤志解剖願）と美幾の間に何らかのつながりがあるかもしれないと推測している。結局宇都宮は1902年（明治35年）に死去し、故郷の幸福寺（愛知県豊田市）に埋葬された。そのため「篤志解剖」第1号は美幾となった。
なお、美幾の「篤志解剖」第1号について、末永恵子（福島県立医科大学講師）がその著書『死体は見世物か 「人体の不思議展」をめぐって』の中で触れている。末永は美幾について「医学校の附属病院に入院していた重症の患者で『貧病人』であった」と当時の文書に記されていたことを挙げて「入院したときはすでに重症で命の危機に瀕していた彼女の意思のほんとうのところは、今では知る由もない」と指摘した。

## フィクションにおける美幾
小説家の渡辺淳一は、1973年（昭和48年）に当時順天堂大学の教授を務めていた小川鼎三から、日本における志願解剖の第1号が吉原の遊女であったという話を聞いた。渡辺は当初、何かの記録違いではないかと思い即座に信用できなかったというが、小川は美幾の名と念速寺の墓地のことまでを渡辺に教えた。それ以来、渡辺は美幾の存在に強い興味を覚えるようになった。渡辺は同年12月に念速寺を訪問した。墓に詣でて住職から美幾についての話を聞き、自らの医学生時代に実習で年若い女性の死体解剖に当たった体験などとと重ね合わせつつイメージを育て上げていった。
渡辺は美幾の生涯を題材に、小説『白き旅立ち』を書き上げて小説新潮の1974年3月号から5月号にかけて連載した。この作品中では、宇都宮鉱之進は美幾の馴染み客として描かれた。美幾は宇都宮から解剖についての知識を得て、後に労咳が悪化した後に彼の縁で小石川養生所へ入院し、篤志解剖の申請手続きは円滑に行われたこととされた。作中で美幾は養生所で出会った滝川長安という若き医師に密かに想いを寄せ、彼が解剖こそ日本医学の発展に不可欠だと説いているのを聞き、死後に自らの体を提供する約束をした後に生涯を終えている。
『白き旅立ち』について詩人で文芸評論家の郷原宏は「伝記小説の秀作」と評し、美幾のことを「作者のペンによって発見され、発掘されたヒロインである」と記述した。郷原はさらに「篇中至るところに医学と文学の最も理想的な協調を見い出すことができる」と高い評価を与えた。
吉村昭の小説『梅の刺青』は、美幾の腕に刻まれていたという刺青から題を得ている。吉村は美幾の解剖に立ち会った医学者石黒忠悳の子孫から当時の日記を見せてもらう機会を得た。石黒の日記中に彼女の腕に梅の小枝を描いた刺青があったとの記載を見つけた吉村は、そのことに衝撃を受けた旨を記述している。
この小説は、宇都宮鉱之進が1868年（明治元年）11月に医学所宛てに自身の献体の願い書を提出するところから始まり、最後は解剖された人々の慰霊のため1881年（明治14年）に建立された谷中墓地内にある千人塚の場面で終わる。小説内では、美幾の解剖時に執刀者となった人物を田口和美（たぐち かずよし、後に東京大学医学部解剖学の初代教授となった）、説明者となった人物を桐原真節（きりはら しんせつ、後に東京大学附属病院の初代院長を務めた）としている。
『梅の刺青』は、あとがきで作者の吉村が述べているとおり、日本での初期解剖の歴史を主題としている。美幾のことについては、東京大学医学部解剖学教室が取り扱った解剖の歴史的事実と捉えて小説化した。吉村は美幾のことを、小川の後任に当たる順天堂大学教授酒井シヅから教示されたと小説のあとがきで述べている。
2004年に公開された塚本晋也の映画『ヴィタール』は、人間の肉体と意識あるいは魂の関連を取り上げた作品である。映画の主人公で人体解剖に耽溺する記憶喪失の医学生高木（浅野忠信）にはレオナルド・ダ・ヴィンチ、高木の幻想の中に繰り返して現れるヒロイン、涼子（柄本奈美）には美幾のイメージがそれぞれ投影されているという。